# وینکوتسی
وینکُوتْسی (به کرواتی: Vinkovci) شهری در ایالت ووکوار-سیرمیا کشور کرواسی است که جمعیت آن در سال ۲۰۱۱ میلادی ۳۷٬۶۰۷ نفر بوده‌است.